# Styraconyx hallasi
Styraconyx hallasi är en djurart som tillhör fylumet trögkrypare, och som beskrevs av Kristensen 1977. Styraconyx hallasi ingår i släktet Styraconyx och familjen Halechiniscidae. Inga underarter finns listade i Catalogue of Life.